# Communauté de communes du canton de Roisel
La communauté de communes du canton de Roisel  est une ancienne communauté de communes française, située dans le département de la Somme.

## Composition
Cette communauté de communes était composée des communes suivantes :
1. Aizecourt-le-Bas
2. Bernes
3. Driencourt
4. Épehy
5. Fins
6. Guyencourt-Saulcourt
7. Hancourt
8. Hervilly
9. Hesbécourt
10. Heudicourt
11. Liéramont
12. Longavesnes
13. Marquaix
14. Pœuilly
15. Roisel
16. Ronssoy
17. Sorel
18. Templeux-la-Fosse
19. Templeux-le-Guérard
20. Tincourt-Boucly
21. Villers-Faucon
22. Vraignes-en-Vermandois

## Historique
La communauté de communes est dissoute le 31 décembre 2012 et ses communes rejoignent la communauté de communes de la Haute-Somme.

## Sources
- le splaf
- la base aspic